# چارلت چانگ
چی‌هیه "چارلت" تَکَهَشی چانگ (به انگلیسی: Chihye "Charlet" Takahashi Chung) (زاده ۱۶ فوریه ۱۹۸۳) یک بازیگر آمریکایی است که بیشتر برای صداپیشگی نقش‌های مختلف در سراسر فیلم و تلویزیون شناخته شده‌است. وی صداپیشگی شخصیت داستانی دی. وا را در بازی ویدیویی اورواچ ایفا می‌کند. و نقش بازی کراس اوور قهرمانان طوفان را نیز بازی کرده. او همچنین صداپیشگی شخصیت Seraph را در بازی ویدیویی تیرانداز ندای وظیفه: بلک اپس ۳ ایفا کرده‌است. چانگ در تلویزیون، در نمایش‌هایی مانند پرونده سرد، Cory in the House، ۹۰۲۱۰ (مجموعه تلویزیونی)، Shake It Up و گریس و فرانکی حضور داشته‌است. در سال ۲۰۱۹، او به عنوان جولیا آرژانت به بازیگران اصلی سریال انیمیشن کارفن سندیگو ساخته نتفلیکس پیوست و همچنین نقش‌های اضافی دیگر را در طول نمایش بازی کرد.

## اوایل زندگی
چونگ به عنوان Chihye Takahashi Chung در لانگ بیچ کالیفرنیا، از مادری ژاپنی و پدری کره ای متولد شد و به ۳ زبان انگلیسی، ژاپنی و کره ای تسلط دارد.

## حرفه
علاقه او به بازیگری از جوانی آغاز شد. هنگامی که در هواپیما بود در ۵ سالگی توسط یک مأمور کشف و امضا گرفته شد. وی پس از فارغ‌التحصیلی با لیسانس ارتباطات از دانشگاه کالیفرنیا، سن دیگو ، اولین نقش بازیگری خود را در پرونده سرد انجام داد. در سال ۲۰۱۶، چونگ در سریال تلویزیونی گریس و فرانکی ساخته نتفلیکس ظاهر شد و در آنجا در نقش شخصیت شارلوت بازی کرد.
چانگ همچنین به عنوان صداپیشه فعالیت کرده‌است. از جمله حضورهای او در بازی‌های ویدئویی می‌توان به ایفای نقش سراف از بازی ندای وظیفه: بلک اپس ۳ و شخصیت محبوب دی. وا از بازی اورواچ ساخته بلیزارد اشاره کرد.

## فیلم‌شناسی

### فیلم و تلویزیون
| سال     | نام                             | نقش                                 | یادداشت                                         |
| ------- | ------------------------------- | ----------------------------------- | ----------------------------------------------- |
| ۲۰۰۶    | پرونده سرد                      | Barbie Yen                          | Episode: "Death Penalty: "Final Appeal"         |
| ۲۰۰۷    | Cheerleader Camp                | JoJo                                | Main cast                                       |
| ۲۰۰۷    | Mad TV                          | Extra                               | Episode: "Episode #12. 13"                      |
| ۲۰۰۷    | Drake &amp; Josh                | Teen Girl                           | Episode: "Battle of Panthatar"                  |
| ۲۰۰۷    | Side Order of Life              | Deb No. 2                           | Episode: "Coming Out"                           |
| ۲۰۰۷    | Cory in the House               | Brunette Ashley                     | Episode: "Lip Service"                          |
| ۲۰۰۸    | Broken Angel                    | Taki                                | Guest appearance                                |
| ۲۰۰۸    | Greek                           | Gamma Psi Sister                    | Episode: "Brothers & Sisters"                   |
| ۲۰۰۸    | بوستون لیگال                    | Kim Wang Shu                        | Episode: "Roe"                                  |
| ۲۰۰۸    | کدبانوهای وامانده               | Secretary                           | Episode: "A Vision's Just a Vision", uncredited |
| ۲۰۰۸    | Sincerely, Ted L. Nancy         | Lisa                                | Main cast                                       |
| ۲۰۱۰    | علف (مجموعه تلویزیونی)          | Jane                                | Episode: "Bliss"                                |
| ۲۰۱۰    | ۹۰۲۱۰ (مجموعه تلویزیونی)        | Jen's Assistant                     | Episode: "Age of Inheritance"                   |
| ۲۰۱۰    | Shake It Up                     | Candy Cho                           | Episode: "Show It Up"                           |
| ۲۰۱۱    | The Hard Times of RJ Berger     | Grace                               | Episode: "RJ's Choice"                          |
| ۲۰۱۱    | چاک (مجموعه تلویزیونی)          | Susie Chin                          | Episode: "Chuck Versus the Bearded Bandit"      |
| ۲۰۱۲    | تماس (مجموعه تلویزیونی)         | Mandy Hsu                           | Episode: "Entanglement"                         |
| ۲۰۱۴    | Mystery Girls                   | Tika                                | Episode: "Passing the Torch"                    |
| ۲۰۱۵    | Ana Maria in Novela Land        | Korean Soap Actress                 | Supporting cast                                 |
| ۲۰۱۵    | Two Girls, One Up               | Charlet                             | Main cast                                       |
| ۲۰۱۶    | گریس و فرانکی                   | Charlotte                           | Episode: "The Chicken"                          |
| ۲۰۱۶    | Fameless                        | Chie                                | Episode: "I Robot?"                             |
| ۲۰۱۷    | سه خرس ساده‌لوح                  | Additional Voices, Mrs. Lee (voice) | Episode: "Spa Day"                              |
| ۲۰۱۸–۲۰ | Craig of the Creek              | Yustice, Clerk (voice)              | 6 episodes                                      |
| ۲۰۱۸    | Overwatch: Shooting Star        | D.Va (voice)                        | Short film                                      |
| ۲۰۱۹    | Carmen Sandiego                 | Julia Argent, Shopkeeper (voice)    | Main cast                                       |
| ۲۰۱۹–۲۰ | بابای آمریکایی!                 | Additional voices                   | 4 episodes                                      |
| ۲۰۱۹    | Fast &amp; Furious Spy Racers   | Echo (voice)                        | Main cast                                       |
| ۲۰۱۹    | Spirit Riding Free: Pony Taless | Ursula Yang (voice)                 | 2 episodes                                      |
| ۲۰۲۰    | Magic Camp                      | Bridesmaid                          |                                                 |

### بازی‌های ویدیویی
| سال  | عنوان                         | نقش صدا                  | یادداشت |
| ---- | ----------------------------- | ------------------------ | ------- |
| ۲۰۱۴ | ندای وظیفه: جنگاوری پیشرفته   | مدنی کره ای، Spokesmodel |         |
| ۲۰۱۵ | ندای وظیفه: بلک اپس ۳         | سراف                     |         |
| ۲۰۱۶ | اورواچ                        | D.Va                     |         |
| ۲۰۱۶ | استارکرفت ۲: میراث باطل       | D.Va                     |         |
| ۲۰۱۶ | StarCraft II: Nova Covert Ops | صداهای اضافی             |         |
| ۲۰۱۷ | قهرمانان طوفان                | D.Va                     |         |
| ۲۰۱۷ | عوامل Mayhem                  | AISHA، شفر               |         |
| ۲۰۱۸ | حالت خرابی ۲                  | بازمانده                 |         |
| ۲۰۲۰ | بازسازی فاینال فانتزی ۷       | صداهای اضافی             |         |
| ۲۰۲۰ | Grounded (بازی ویدیویی)       | حلقه‌ها                   |         |